# Turkos MC
Turkos MC war der Name eines rockerähnlichen Motorradclubs, der 2008 in München gegründet wurde und sich Ende 2018 auflöste.
In Deutschland lag das Hauptgebiet des MC rund um München, der Verein war aber auch andernorts aktiv. Der Bundesregierung waren 2016 zehn Vereinsgründungen in Augsburg, Berlin, Düsseldorf,  Tegernsee,  Dachau,  Stuttgart, Frankfurt am Main,  Hamburg  und  Bremen bekannt. Über die Mitgliederzahlen lagen der Bundesregierung damals keine Erkenntnisse vor. Als Symbol der Bewegung dienten drei ineinander verschlungene Halbmonde, es ähnelte dem der türkischen Partei MHP sowie dem des Vereins Turan e.V. Die Gruppe wurde vom Verfassungsschutz beobachtet.

## Aktivitäten
Der Motorradrocker-Klub entstand 2008 vornehmlich als unpolitischer Motorradclub. Der Name leitet sich aus dem griechischen Wort „Toúrkos“ ab. Nach einigen Jahren agierte der Club im Umfeld der Grauen Wölfe und der „Ülkücü“-Bewegung. Zudem gab es mindestens seit 2016 Kontakte zum Osmanen Germania BC. Laut bayerischer Staatsregierung ist auf einem damaligen Treffen eine Verbrüderung verkündet worden.
Am 19. Oktober 2014 organisierte Turkos MC eine Demonstration in München, um gemeinsam mit mehreren hundert Teilnehmern gegen Waffenlieferungen an Kurden zu demonstrieren.
Der Verein mobilisierte 2016 zusammen mit den Grauen Wölfen bundesweit zu antikurdischen Demonstrationen unter dem Motto „Friedensmarsch für die Türkei und EU“.